# Hans Geitmann

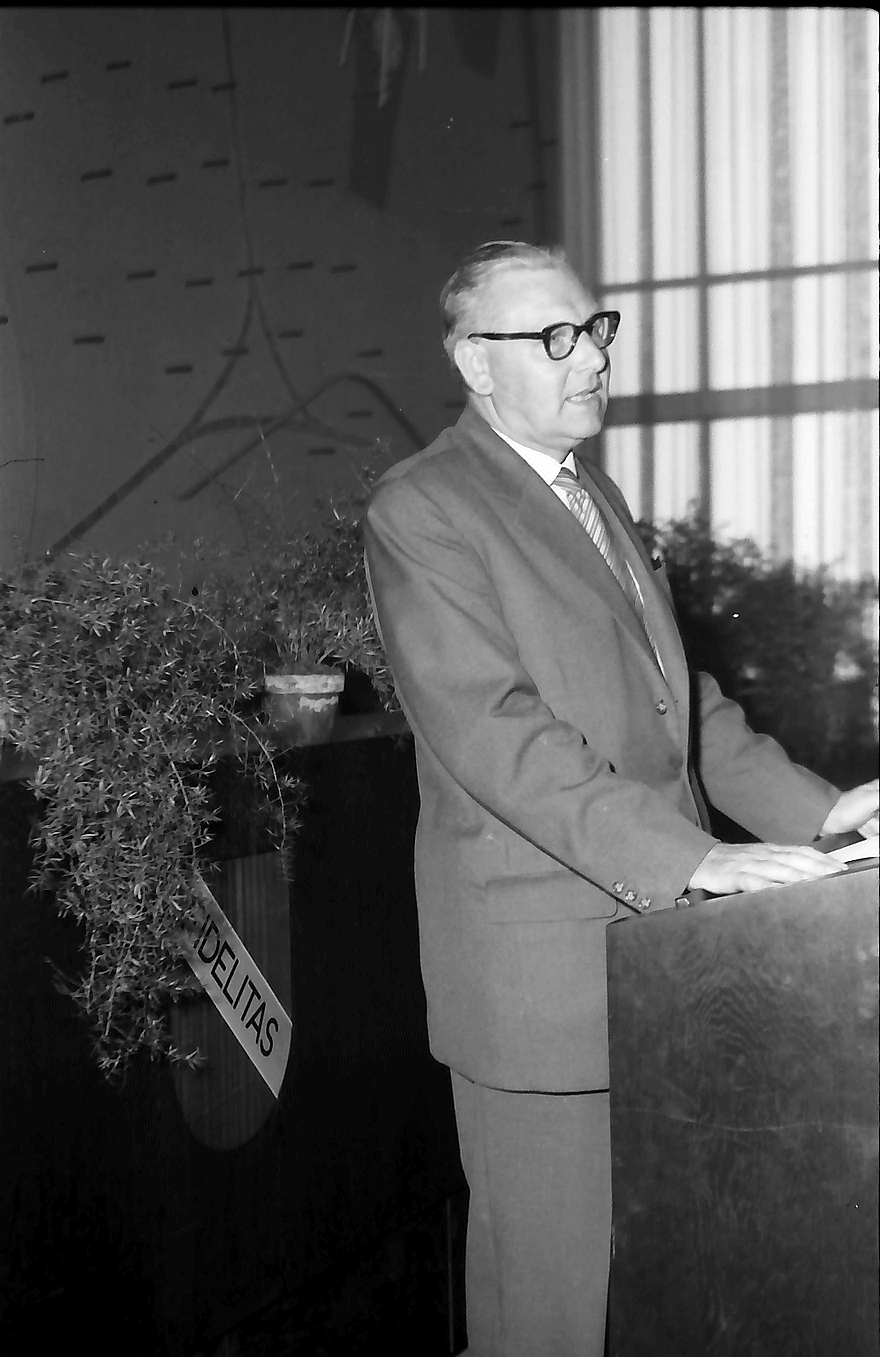
Hans Geitmann (1957)

Hans Geitmann (* 15. Januar 1902 in Magdeburg; † 9. März 1990) war ein deutscher Ingenieur und Vorstandsmitglied der Deutschen Bundesbahn.

## Leben

### Herkunft, Studium, Berufseinstieg
Geitmann war Sohn eines höheren Postbeamten. Nach seinem Abitur im Jahre 1920 arbeitete er zunächst handwerklich, ab 1927 trat er hierzu in den höheren bautechnischen Eisenbahndienst ein. Danach studierte er bautechnische Wissenschaften an den Technischen Hochschulen in Hannover und Stuttgart. Dem Eisenbahnwesen wandte er sich unter dem Einfluss seines Professors Carl Pirath zu.
Geitmann legte 1931 sein Staatsexamen ab, nachdem er drei Jahre im höheren bautechnischen Eisenbahndienst tätig gewesen war. In der Stellung eines Reichsbahn-Baumeisters (Bau-Assessor) trat er in den Dienst der Deutschen Reichsbahn, dort als Mitarbeiter der Reichsbahndirektion Oppeln.

### Karriere in der Reichsbahn des Dritten Reichs
Weitere Dienststellen waren bis 1935 die Reichsbahndirektionen in Stuttgart und Königsberg. 1934 erfolgte Geitmanns Beförderung zum Reichsbahnrat.
Von Februar 1935 bis Mai 1938 arbeitete Geitmann in Berlin in verschiedenen Eisenbahnabteilungen des Reichsverkehrsministeriums. Im Anschluss daran leitete er das Reichsbahnbetriebsamt Essen. Von März 1939 bis Juni 1942 war er bei verschiedenen Dienststellen in Prag, Wuppertal, Brüssel und Bukarest tätig, jeweils als Betriebs- und Fahrplandezernent. In den genannten nichtdeutschen Städten galt er als Verbindungsmann zu den jeweiligen Eisenbahngesellschaften. Im Juni 1942 übernahm Geitmann die Leitung der Reichsbahndirektion Oppeln, die er bis 1945 innehatte. Am 1. Oktober 1942 erfolgte seine Ernennung zum Reichsbahndirektionspräsidenten.

### Beteiligung am Holocaust
Geitmann war als leitender Beamter für logistische Fragen der Judenvertreibung und des Judenmords mitverantwortlich. Während Geitmanns Zeit in Prag, wo er die Kontrolle über die Betriebsabteilung der Böhmisch-Mährischen Bahn ausübte, liefen die Judentransporte aus dem Protektorat Böhmen und Mähren ins Ghetto Theresienstadt. Zudem ist bekannt, „daß die Reichsbahndirektion Oppeln unter ihrem Präsidenten Hans Geitmann für den Transport der oberschlesischen Juden in das KZ Auschwitz zuständig war und wohl auch für sonstige mit der Logistik von Auschwitz-Birkenau verbundene Probleme.“ Im September 1942 kam es in Auschwitz im „Haus der Waffen-SS“ unter Vorsitz von SS-Obergruppenführer Oswald Pohl zu einer Tagung, die „zur Klärung der im KL-Raum in Auschwitz umstrittenen Fragen“ dienen sollte und an der auch Geitmann teilnahm. Der sagte in der Sitzung die von der SS gewünschte Verlegung des Verschiebebahnhofs zu.
1965 wurde Geitmann im Braunbuch der DDR anhand vorliegender Dokumente vorgeworfen, mitverantwortlich gewesen zu sein für Häftlingstransporte in das Vernichtungslager Auschwitz. Geitmanns „Verstrickung in die Todesmaschinerie“ wurde nach Kriegsende nie strafrechtlich untersucht.

### Nachkriegskarriere
Bei der Flucht aus Oberschlesien geriet Geitmann in tschechische Gefangenschaft. Nach Aufenthalt in verschiedenen Lagern und Gefängnissen wurde er im März 1946 in die amerikanische Besatzungszone abgeschoben. 1947 trat Geitmann erneut in die Dienste der Bahn ein. Im Reichsbahn-Zentralamt Göttingen beziehungsweise Minden arbeitete er zunächst als Dezernent, dann als Abteilungspräsident. 1949 leitete er die Betriebsabteilung der Eisenbahndirektion Frankfurt am Main. Am 1. Juli 1951 stieg er zum Vizepräsidenten der Bundesbahndirektion Frankfurt auf. 1952 erfolgte seine Ernennung zum Präsidenten der Generalbetriebsleitung Süd in Stuttgart, 1954 die Ernennung zum Präsidenten der Direktion Nürnberg. 1957 wurde Geitmann schließlich Mitglied des Vorstands der Deutschen Bundesbahn. Zur Amtseinführung erklärte Verkehrsminister Hans-Christoph Seebohm am 13. Mai 1957: „Mit Präsident Geitmann gehöre dem neuen Vorstand ein in zahlreichen leitenden Stellungen bewährter Eisenbahnfachmann und Ingenieur an“. Geitmann blieb Vorstandsmitglied bis zu seiner Pensionierung im Mai 1967.
Neben seiner Tätigkeit für die Bahn war Geitmann Vorsitzender des Kuratoriums des Oberprüfamtes für die höheren technischen Verwaltungsbeamten (Frankfurt). Von 1958 bis 1967 gehörte er zudem dem Aufsichtsrat der Industrieverwaltungsgesellschaft (IVG) an.

### Ehrungen
Laut Braunbuch war Geitmann Träger der rumänischen Medaille „Kreuzzug gegen den Kommunismus“ sowie des Kriegsverdienstkreuzes I. und II. Klasse. In Anerkennung seiner technisch-wissenschaftlichen Leistungen im Eisenbahnwesen sowie beim Bau und beim Betrieb von Eisenbahnen verlieh ihm die Technische Universität Braunschweig 1961 die Würde eines Dr.-Ing. e. h. 1967 erhielt Geitmann das Offizierskreuz der französischen Ehrenlegion.